# Parts of the Process (The Very Best of Morcheeba)
Parts of the Process (The Very Best of Morcheeba) – album kompilacyjny greatest hits brytyjskiej grupy triphopowej Morcheeba wydany 30 czerwca 2003.
Album zawiera wszystkie utwory wydane jako single z wyjątkiem Shoulder Holster. Zawiera także utwory niebędące singlami, takie jak Over And Over (z albumu Big Calm z 1998) i What New York Couples Fight About (z albumu Charango z 2002), a także wcześniej niewydane utwory What's Your Name i I Can't Stand It.

## Lista utworów
1. „The Sea”
2. „Tape Loop”
3. „Otherwise”
4. „Blindfold”
5. „Be Yourself”
6. „Part of the Process”
7. „Let Me See”
8. „Undress Me Now”
9. „What's Your Name” (feat. Big Daddy Kane)
10. „Trigger Hippie”
11. „Rome Wasn't Built in a Day”
12. „Over and Over”
13. „What New York Couples Fight About” (feat. Kurt Wagner)
14. „World Looking In”
15. „Moog Island”
16. „Way Beyond”
17. „Never an Easy Way”
18. „Can't Stand It”